# Sveriges damlandslag i rugby union
Sveriges damlandslag i rugby union representerar Sverige i rugby union på damsidan.

## Historik
Laget spelade sin första landskamp 1984 mot Nederländerna, och förlorade med 0-34 i vad som var världens fjärde första damlandskamp i rugby union.

### Förbundskaptener
- 2010-2012 Jonas Ahl[2]